# Eugene Wigner
Eugene Paul Wigner (ungersk namnform Wigner Pál Jenő), född  17 november 1902 i Budapest, död 1 januari 1995 i Princeton, var en ungerskfödd fysiker och matematiker som verkade i Tyskland och USA.

## Biografi
Wigner var professor i Chicago och deltog i framtagandet av den första atombomben. Han fick Nobelpriset i fysik 1963 för sitt arbete med att tillämpa gruppteori på kvantmekanik. Han belönades speciellt för sina insatser inom teorin för atomkärnorna och elementarpartiklarna, särskilt genom upptäckten och tillämpningen av fundamentala symmetriprinciper.
Wigner lade grunden för arbete inom symmetri i kvantfysik och för hans forskning om atomkärnan och för flera matematiska teorem. Eugene Wigner påpekar matematikens "orimliga effektivitet" inom naturvetenskap.

## Wignereffekten
Wignereffekten är en förändring av en fast kropps fysikaliska eller kemiska egenskaper genom strålningsskador, orsakade av att atomer kan avlägsnas från sin normala plats i kristallgittret när de träffas av kärnpartiklar. Effekten kan medföra förändringar i de fysikaliska och mekaniska egenskaperna hos komponenterna i kärnreaktorer som är utsatta för intensiv neutronbestrålning.